# Svinjduša
Svinjduša (svinđuša, svinduša, smiljkita, gladjovina, lat. Lotus), biljni rod jednogodišnjeg i dvogodišnjeg raslinja, trajnica i grmova iz porodice mahunarki. Preko 120 vrsta (126) rasprostranjeno je po velikim dijelovima Euroazije, Afrike i Australije.
U Hrvatskoj raste nekoliko vrsta: stješnjena svinđuša (L. angustissimus), roščićava djetelina (L. corniculatus), kretska svinđuša (L. creticus), smiljkita zavinuta (L. cytisoides), jestiva svinđuša (L. edulis), sploštena svinđuša (L. ornithopodioides), smiljkita sitnocvjetna (L. parviflorus), krilobod rumeni (L. tetragonolobus), močvarna svinđuša (L. uliginosus) i još nekoliko.
U ovaj rod prebačene su i vrste roda Dorycnium, hrvatski nazivan bjeloglavica, to su petolistna bjeloglavica ili Lotus dorycnium L. (sin. Dorycnium pentaphyllum Scop.), uspravna bjeloglavica, Lotus rectus L. (sin. Dorycnium rectum (L.) Ser.), čupava bjeloglavica, Lotus hirsutus L. (sin. Dorycnium hirsutum (L.) Ser.), zeljasta bjeloglavica, Lotus herbaceus (Vill.) Jauzein (sin. Dorycnium herbaceum Vill.) i svilenasta bjeloglavica, Lotus germanicus (Gremli) Peruzzi (sin. 
Dorycnium germanicum (Gremli) Rikli)

## Vrste
1. Lotus alianus J.H.Kirkbr.
2. Lotus alpinus (Schleich. ex DC.) Ramond
3. Lotus amani (Zohary) comb.ined.
4. Lotus anfractuosus (Baker f.) Kramina & D.D.Sokoloff
5. Lotus angustissimus L.
6. Lotus arabicus L.
7. Lotus arborescens Lowe ex Cout.
8. Lotus arenarius Brot.
9. Lotus argyrodes R.P.Murray
10. Lotus arinagensis Bramwell
11. Lotus armeniacus Kit Tan & Sorger
12. Lotus assakensis Brand
13. Lotus australis Andrews
14. Lotus axilliflorus (Hub.-Mor.) D.D.Sokoloff
15. Lotus azoricus P.W.Ball
16. Lotus becquetii Boutique
17. Lotus benoistii (Maire) Lassen
18. Lotus berthelotii Lowe ex Masf.
19. Lotus biflorus Desr.
20. Lotus borbasii Ujhelyi
21. Lotus broussonetii Choisy ex Ser.
22. Lotus brunneri Webb
23. Lotus burttii Borsos
24. Lotus callis-viridis Bramwell & D.H.Davis
25. Lotus campylocladus Webb & Berthel.
26. Lotus candidissimus A.Chev.
27. Lotus castellanus Boiss. & Reut.
28. Lotus chazaliei H.Boissieu
29. Lotus chevalieri Rivas Mart., Lousã, J.C.Costa & Maria C.Duarte
30. Lotus conimbricensis Brot.
31. Lotus conjugatus L.
32. Lotus corniculatus L.
33. Lotus creticus L.
34. Lotus cruentus Court
35. Lotus cytisoides L.
36. Lotus delortii Timb.-Lagr.
37. Lotus discolor E.Mey.
38. Lotus dorycnium L.
39. Lotus drepanocarpus Durieu
40. Lotus dumetorum Webb ex R.P.Murray
41. Lotus edulis L.
42. Lotus emeroides R.P.Murray
43. Lotus eremiticus A.Santos
44. Lotus eriophthalmus Webb & Berthel.
45. Lotus frondosus Freyn
46. Lotus fulgurans (Porta) D.D.Sokoloff
47. Lotus garcinii DC.
48. Lotus gebelia Vent.
49. Lotus germanicus (Gremli) Peruzzi
50. Lotus glaucus Dryand. ex Ait.
51. Lotus glinoides Delile
52. Lotus goetzei Harms
53. Lotus gomerythus A.Portero, J.Martín-Carbajal & R.Mesa
54. Lotus graecus L.
55. Lotus halophilus Boiss. & Spruner
56. Lotus hebecarpus J.B.Gillett
57. Lotus hebranicus Hochst. ex.Brand
58. Lotus herbaceus (Vill.) Jauzein
59. Lotus hirsutus L.
60. Lotus holosericeus Webb & Berthel.
61. Lotus jacobaeus L.
62. Lotus japonicus (Regel) K.Larsen
63. Lotus jolyi Batt.
64. Lotus jordanii (Loret & Barrandon) Coulot, Rabaute & J.-M.Tison
65. Lotus krylovii Schischk. & Serg.
66. Lotus kunkelii (Esteve) Bramwell & D.H Davis
67. Lotus lalambensis Schweinf.
68. Lotus lancerottensis Webb & Berthel.
69. Lotus lanuginosus Vent.
70. Lotus laricus Rech.f.
71. Lotus latidentatus Elenevsky
72. Lotus lebrunii Boutique
73. Lotus longisiliquosus R.de Roem.
74. Lotus lourdes-santiagoi Pina & Valdés
75. Lotus loweanus Webb & Berthel.
76. Lotus macranthus Lowe
77. Lotus macrotrichus Boiss.
78. Lotus maculatus Breitf.
79. Lotus maritimus L.
80. Lotus maroccanus Ball
81. Lotus mascaensis Burchard
82. Lotus melilotoides Webb
83. Lotus michauxianus Ser.
84. Lotus miyakojimae Kramina
85. Lotus mlanjeanus J.B.Gillett
86. Lotus mollis Balf.f.
87. Lotus namulensis Brand
88. Lotus nubicus Hochst. ex Baker
89. Lotus oliveirae A.Chev.
90. Lotus ononopsis Balf.f.
91. Lotus ornithopodioides L.
92. Lotus palustris Willd.
93. Lotus parviflorus Desf.
94. Lotus peczoricus Miniaev & Ulle
95. Lotus pedunculatus Cav.
96. Lotus peregrinus L.
97. Lotus polyphyllos C.B.Clarke
98. Lotus preslii Ten.
99. Lotus pseudocreticus Maire, Weiller & Wilczek
100. Lotus purpureus Webb
101. Lotus pyranthus P.Pérez
102. Lotus quinatus (Forssk.) J.B.Gillett
103. Lotus rechingeri Chrtková
104. Lotus rectus L.
105. Lotus robsonii E.S.Martins & D.D.Sokoloff
106. Lotus sanguineus (Vural) D.D.Sokoloff
107. Lotus schoelleri Schweinf.
108. Lotus sessilifolius DC.
109. Lotus simoneae Maire, Weiller & Wilczek
110. Lotus spartioides Webb & Berthel.
111. Lotus spectabilis Choisy ex Ser.
112. Lotus stepposus Kramina
113. Lotus strictus Fischer & C.A.Mey.
114. Lotus subbiflorus Lag.
115. Lotus subdigitatus Boutique
116. Lotus taitungensis S.S.Ying
117. Lotus tenellus (Lowe) Sandral, A.Santos & D.D.Sokoloff
118. Lotus tenuis Waldst. & Kit. ex Willd.
119. Lotus tetragonolobus L.
120. Lotus tetraphyllus L.
121. Lotus tibesticus Maire
122. Lotus torulosus (Chiov.) Fiori
123. Lotus villicarpus Andr.
124. Lotus weilleri Maire
125. Lotus wildii J.B.Gillett
126. Lotus zemmouriensis C.Chatel., F.Andrieu & Dobignard
127. Lotus ×davyae Druce
128. Lotus ×medioximus Husn.
129. Lotus ×minoricensis M.À.Conesa, Mus & Rosselló
130. Lotus ×ucrainicus Klokov

## Sinonimi
- Dorycnium Mill.
- Drepanolobus Nutt.
- Rafinesquia Raf.